# Кампанія за чистий одяг
Кампанія за чистий одяг (англ. Clean Clothes Campaign, CCC) — найбільший альянс профспілок і неурядових організацій швейної промисловості у світі. Їхня діяльність спрямована на поліпшення умов праці у швейній галузі. Заснована в Голландії в 1989 році, кампанія діє в 15 європейських країнах: Австрії, Бельгії, Данії, Фінляндії, Франції, Німеччини, Італії, Ірландії, Нідерландів, Норвегії, Польщі, Іспанії, Швеції, Швейцарії та Сполученому Королівстві. CCC працює з партнерською мережею понад 250 організацій в усьому світі.

## Структура
Національні філії Clean Clothes Campaign є автономними організаціями груп споживачів, профспілок, правозахисних та феміністичних організацій, дослідників та активістів. Представники від кожної національної кампанії зустрічаються тричі на рік для координування міжнародної діяльності.

## Діяльність
Кампанія за чистий одяг наполягає на тому, що компанії несуть відповідальність і мають владу, щоб гарантувати, що робітники й робітниці мали справедливі умови праці. Активістами CCC був розроблений «Кодекс трудової практики для швейної промисловості, в тому числі спортивного одягу» («Code of Labour Practices for the Apparel Industry Including Sportswear»), заснований на конвенціях Міжнародної організації праці. Принципи, викладені в цьому Кодексі, включають, зокрема, мінімальний вік прийому на роботу, вимоги безпеки праці, встановлений робочий час і право на прожитковий мінімум. CCC тисне на постачальників і виробників, щоб вони затвердили Кодекс трудової практики і щоб його виконували.
Кампанія забезпечує підтримку в екстрених випадках порушення прав людини та трудового законодавства. CCC взаємодіє з компаніями та державними органами, вимагаючи позитивного втручання і вирішення. Якщо компанії не в змозі вжити адекватних заходів для вирішення проблем, CCC мобілізує споживачів та активістів по всьому світу, щоб вжити заходів.
ССС досліджує умови праці у швейній промисловості та поширює інформацію про цю галузь і порушення прав швейних працівників через освітні програми, демонстрації, рекламу, дебати, книги та медіа.
Кампанія за чистий одяг закликає Європейський Союз і національні уряди сприяти дотриманню міжнародних трудових стандартів.
В 2017 році дослідження Clean Clothes Campaign було вперше проведено в Україні, у проведенні дослідження взяли участь Артем Чапай, Оксана Дутчак та Анна Оксютович.